# Patrice Hagelauer
Patrice Hagelauer (* 5. ledna 1948, Marrákeš) je francouzský tenisový trenér a bývalý profesionální hráč. V 70. letech 20. století závodil na profesionálním tenisovém okruhu, poté se začal věnovat trenérské činnosti.

## Život
Hagelauer se narodil a vyrůstal ve francouzském Maroku, ale ve svých 16 letech se s rodiči přestěhoval do kontinentální Francie.
Hagelauer se během své kariéry představil v hlavních soutěžích Australian Open a French Open a také v kvalifikacích Wimbledonu. Nejlepšího výkonu dosáhl na Australian Open 1976, kde cestou do třetího kola porazil šestého nasazeného Geoffa Masterse.

### Trenér
Jako trenér vedl řadu let francouzský daviscupový tým a úspěšně spolupracoval s Yannickem Noahem. Pod Hagelauerovým vedením se Noah stal prvním Francouzem po 37 letech, který vyhrál Roland Garros, když v roce 1983 získal titul na French Open. Hagelauerovo působení v roli daviscupového trenéra zahrnovalo i vítězství v turnaji v roce 1991, které bylo prvním triumfem země od roku 1932. Kapitánem tohoto týmu byl Noah.
V letech 1999–2002 byl výkonnostním ředitelem britské Lawn Tennis Association.

## Finále kariéry v Grand Prix

### Čtyřhry: 1 (0–1)
| Výsledek | Rok  | Turnaj            | Povrch | Partner                   | Soupeři                      | Skóre    |
| -------- | ---- | ----------------- | ------ | ------------------------- | ---------------------------- | -------- |
| 2. místo | 1977 | Curych, Švýcarsko | Tvrdý  | Christophe Roger-Vasselin | Reinhart Probst Nikola Pilić | 3–6, 1–6 |